# Đội tuyển bóng đá quốc gia Quần đảo Virgin thuộc Mỹ
Đội tuyển bóng đá quốc gia Quần đảo Virgin thuộc Mỹ là đội tuyển cấp quốc gia của Quần đảo Virgin thuộc Mỹ do Liên đoàn bóng đá Quần đảo Virgin thuộc Mỹ quản lý.

## Giải vô địch bóng đá thế giới
- 1930 đến 1998 - Không tham dự
- 2002 đến 2022 - Không vượt qua vòng loại

## Cúp Vàng CONCACAF
- 1991 đến 1998 - Không tham dự
- 2000 đến 2007 - Không vượt qua vòng loại
- 2009 đến 2013 - Không tham dự
- 2015 đến 2021 - Không vượt qua vòng loại
- 2023 - Chưa xác định

## Đội hình hiện tại
Đội hình dưới đây được triệu tập cho trận đấu ở CONCACAF Nations League 2022-23 với Sint Maarten, Quần đảo Turks và Caicos, và Bonaire.
Số liệu thống kê tính đến ngày 14 tháng 6 năm 2022, sau trận gặp Bonaire.
| Số | VT | Cầu thủ              | Ngày sinh (tuổi)  | Trận | Bàn | Câu lạc bộ                                 |
| -- | -- | -------------------- | ----------------- | ---- | --- | ------------------------------------------ |
| 1  | TM | Lionel Brown         | 1 tháng 9, 1987   | 16   | 0   | Bản mẫu:Country data USVI Helenites SC     |
| 22 | TM | Dylan Ramos          | 6 tháng 8, 2001   | 0    | 0   | Lakeland United FC                         |
| 23 | TM | Erik Mozzo           | 25 tháng 12, 1990 | 8    | 0   | US Ivry                                    |
|    |    |                      |                   |      |     |                                            |
| 14 | HV | Dusty Good           | 30 tháng 3, 1987  | 21   | 0   | Bản mẫu:Country data USVI New Vibes        |
| 5  | HV | Kassall Greene       | 8 tháng 9, 1985   | 18   | 0   | Cayon Rockets                              |
| 2  | HV | Jett Blaschka        | 16 tháng 12, 1999 | 16   | 0   | Manchester 62                              |
|    | HV | Quinn Farrell        | 26 tháng 9, 2002  | 5    | 0   | LSU-Eunice Bengals                         |
| 3  | HV | Joshua Ramos         | 25 tháng 4, 2000  | 10   | 0   | Lakeland United FC                         |
|    | HV | Kidaniel Perez       | 9 tháng 12, 1997  | 0    | 0   | Bản mẫu:Country data USVI Rovers FC        |
| 4  | HV | Karson Kendall       | 1 tháng 4, 2000   | 8    | 0   | Kings Hammer FC                            |
| 12 | HV | John Engerman        | 25 tháng 10, 2000 | 10   | 0   | St. Bonaventure Bonnies                    |
| 6  | HV | Zahmyre Harris       | 14 tháng 10, 1998 | 3    | 0   |                                            |
|    |    |                      |                   |      |     |                                            |
| 13 | TV | Jamie Browne         | 3 tháng 7, 1989   | 11   | 3   | Bản mẫu:Country data USVI UWS Upsetters SC |
| 7  | TV | Julius Brown         | 6 tháng 1, 2000   | 4    | 0   | Bản mẫu:Country data USVI Helenites SC     |
| 19 | TV | Tyler Humphrey       | 13 tháng 7, 1991  | 7    | 0   | Fort Worth Vaqueros                        |
| 11 | TV | MacDonald Taylor Jr. | 22 tháng 3, 1992  | 19   | 1   |                                            |
|    | TV | Raejae Joseph        | 9 tháng 8, 1997   | 10   | 1   | Bản mẫu:Country data USVI Helenites SC     |
| 21 | TV | Louis Thomas         |                   | 0    | 0   | Bản mẫu:Country data USVI Helenites SC     |
| 8  | TV | William Shaffer      | 5 tháng 7, 2001   | 6    | 0   | Wright State Raiders                       |
| 16 | TV | Deve Barbour         |                   | 0    | 0   | Bản mẫu:Country data USVI Rovers FC        |
|    |    |                      |                   |      |     |                                            |
| 17 | TĐ | Jimson St. Louis     | 2 tháng 12, 2002  | 12   | 0   | Bản mẫu:Country data USVI Helenites SC     |
|    | TĐ | Timothy Herring      | 7 tháng 5, 2000   | 7    | 0   | Wabash College                             |
| 9  | TĐ | Matthew Roth         |                   | 1    | 0   |                                            |
| 18 | TĐ | Ramesses McGuiness   | 1 tháng 6, 2000   | 11   | 1   | Pittsburgh City United FC                  |
| 10 | TĐ | J. C. Mack           | 10 tháng 8, 1988  | 12   | 3   | Napier City Rovers                         |
|    | TĐ | Orion Mills          | 9 tháng 9, 2002   | 3    | 1   | Averett Cougars                            |
| 20 | TĐ | Naqwan Henry         |                   | 3    | 0   |                                            |